# A Virgin and a Whore
Albums de Eternal Tears of Sorrow
Chaotic Beauty
(2000) Before the Bleeding Sun
(2006)
A Virgin and a Whore est le quatrième album studio du groupe de death metal mélodique finlandais Eternal Tears of Sorrow. L'album est sorti le 7 novembre 2001 sous le label Spinefarm Records.
C'est le dernier album du groupe enregistré avec le claviériste Pasi Hiltula. Il s'agit également de l'unique album de Eternal Tears of Sorrow enregistré avec le guitariste Antti Kokko.
Le titre Sick, Dirty and Mean est une reprise du groupe de heavy metal allemand Accept.
La pochette de l'album a été faite par Niklas Sundin du groupe de Death metal Dark Tranquillity.
Le vocaliste Juha Kylmänen chante en voix claire sur les titres The River Flows Frozen et The Last One For Life.

## Musiciens
- Altti Veteläinen – chant, basse
- Jarmo Puolakanaho – guitare
- Antti Kokko – guitare
- Pasi Hiltula – claviers
- Petri Sankala – batterie

### Musiciens de session
- Juha Kylmänen - voix claire sur les titres The River Flows Frozen et The Last One For Life

## Liste des morceaux
1. Aurora Borealis – 5:04
2. Heart of Wilderness – 3:40
3. Prophetian – 5:22
4. Fall of Man – 4:58
5. The River Flows Frozen – 5:47
6. The Last One For Life – 4:59
7. Sick, Dirty and Mean (reprise du groupe Accept) – 4:16
8. Blood of Hatred – 3:12
9. Aeon – 5:45